# Eupholus browni
Eupholus browni es una especie de escarabajo del género Eupholus, familia Curculionidae. Fue descrita científicamente por Bates, H.W. en 1877.
Habita en las islas del Duque de York.